# Шасраде
Шасраде (фр. Chasseradès) је насељено место у Француској у региону Лангдок-Русијон, у департману Лозер.
По подацима из 2011. године у општини је живело 154 становника, а густина насељености је износила 2,49 становника/km².

## Демографија
| 1962. | 1968. | 1975. | 1982. | 1990. | 2011. |
| ----- | ----- | ----- | ----- | ----- | ----- |
| 305   | 288   | 247   | 188   | 151   | 154   |